# Lisina deidrogenasi
La lisina deidrogenasi è un enzima appartenente alla classe delle ossidoreduttasi, che catalizza la seguente reazione:
L-lisina + NAD+ ⇄ 1,2-dideidropiperidina-2-carbossilato + NH3 + NADH + H+